# Острог (передгороддя)
Острог, або посад, окольний город, передгороддя, пригород, місто, містечко (рос. посад, пригород, англ. town) — зовнішня частина давньоруського і європейського города (бурга, цитаделі), яка здебільшого розташовувалася з надвірного боку дитинця. «Окольний город, передгороддя, острог» є зовнішньою укріпленою частиною міста/населеного пункту/фортеці на відміну від протилежної — внутрішньої частини — дитинця. Історичний термін острог — у Київській Русі і в Московській державі до XVII століття — огороджене частоколом місто, селище, яке було укріпленим пунктом; Ця зовнішня частина города також оточувалась укріпленнями, іноді потужнішими за укріплення дитинця. В староукраїнській воєнній техніці — зовнішні укріплення міста в протиставленні до внутрішніх — дитинця чи вишгорода.
За царських часів слово острог набрало у нас значення — в'язниці, тюрми.

## Назва «посад»
Посад — на Русі X–XIV століть та в Московському царстві XV–XVIII століть — ремісничо-торговельна частина міста за міською стіною. Тобто, вони були розташовані за межами дитинця. Це термін на позначення передмістя міст Давньої Русі і середньовічної України, ремісничо-торгової частини міста. Сам термін «посад» вживається виключно у літописанні Новгорода Великого, звідки його й запозичили історики ХІХ століття. Староукраїнські літописи знають терміни «окольний город» та «подол». В часи Великого князівства Литовського і Речі Посполитої у джерелах вживався термін «місто» — торгово-ремісниче поселення, часом з правами самоуправління, яке протипоставлялося замку — осередку державної або приватновласницької адміністрації. Посад часом мав деякі укріплення полегшеного типу. Посад іноді називали «подолом» завдяки його розташуванню нижче рівня дитинця, який хотіли будувати на підвищенні («горі»). Осередком посаду була торгова площа — торг чи ринок, поблизу якого містилися двори людей з інших міст та іноземних купців, котрі регулярно приїжджали до даного міста. На посаді мешкали ремісники і купці. У ряді давньоруських міст на посаді були й двори бояр, які зазвичай мали інші двори в дитинці. На периферії посаду були розташовані майстерні ремісників, чиє виробництвово було пов'язане із вогнем, насамперед ковалів та гончарів.
Після поділу в Російській імперії посадських людей на купецтво і міщан наприкінці XVIII століття (Жалувана грамота містам, видана в 1785 році) назва посад вийшла з ужитку, проте вона зберігається у топонімах — назвах міст Центральної Росії (Сергієв Посад, Гаврилов Посад, Маріїнський Посад, Павловський Посад, Китай-город (раніше Большой посад) тощо) та деяких районів міст, зокрема, історичний центр Казані називається Казанським посадом.